# End of Time
End of Time – piosenka amerykańskiej wokalistki Beyoncé Knowles, pochodząca z jej czwartego albumu studyjnego, 4 (2011). Została napisana przez Knowles, Teriusa Nasha, Shea Taylora i Dave’a Taylora, zaś za jej produkcję odpowiadali Knowles, The-Dream, Switch oraz Diplo. Demo utworu, znanego wówczas nieoficjalnie jako „Till the End of Time”, wyciekło do Internetu 20 maja 2011 roku, rodząc spekulacje, iż może on zostać wydany jako drugi singel z płyty, po „Run the World (Girls)” (2011). Jednakże ostatecznie na kolejny singel z 4 wybrany został „Best Thing I Never Had”. W lutym 2012 roku na stronie internetowej wokalistki ogłoszono, że „End of Time” jest piątym singlem promującym album, a jego premiera w Wielkiej Brytanii miała miejsce 22 kwietnia 2012 roku.
Jako utrzymany w szybkim tempie utwór z pogranicza R&B i dance, „End of Time” zawiera wpływy późnej twórczości legendy nigeryjskiej sceny muzycznej, Fela Kutiego; linia basowa kompozycji inspirowana była dokonaniami tegoż multiinstrumentalisty. Piosenka składa się również z elementów Afrobeatu, a jej instrumentacja obejmuje między innymi dźwięki marszowych bębnów, perkusji oraz rogów. Energetyczna instrumentacja „End of Time” przywodzi na myśl podobieństwa do kilku utworów Michaela Jacksona z ery Off the Wall (1979-80). „End of Time” została dobrze przyjęta przez krytyków muzycznych, którzy uznali ją za jeden z najlepszych punktów 4, chwaląc tekst piosenki, wokal Knowles, a także chwytliwe beaty.

## Tło i nagrywanie

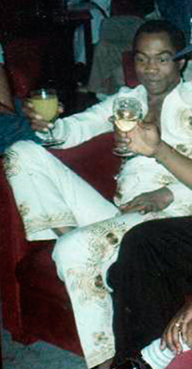
Beyoncé przyznała, że „End of Time” inspirowany był twórczością Fela Kutiego (na zdjęciu)

Knowles wytłumaczyła w jednym z wywiadów, że do nagrania „End of Time” zmotywowało ją bliższe zapoznanie się z twórczością kilku artystów rockowych, których wcześniej widziała na festiwalach muzycznych całego świata. Wokalistka analizowała teksty oraz melodie ich utworów, a także sposób, w jaki łączyli dźwięki różnych instrumentów; „Instrumentacja była po prostu piękna. Poczułam, że potrzebuję w moim repertuarze właśnie takich klasyków”, dodała. Z kolei linia basowa „End of Time” inspirowana była twórczością legendy nigeryjskiej sceny muzycznej, Fela Kutiego. Mówiąc o jego dokonaniach, Beyoncé przyznała, że „docenia to, w jaki sposób ukazywał swoje serce i duszę w muzyce, [...] dzięki czemu można się w niej zatracić”.
„End of Time” został nagrany w nowojorskich MSR Studios, gdzie Knowles przez kilka dni współpracowała z zespołem z Fela! – broadwayowskiego musicalu o życiu Kutiego. Jak powiedział Jordan „DJ Swivel” Young, ten okres miał szczególnie ważny wpływ na „Fela Kuti-owski charakter” utworu; jest on wyczuwalny przede wszystkim w bogatej instrumentacji, złożonej między innymi z perkusji i rogów. Tekst utworu został napisany przez Knowles, Teriusa Nasha, Shea Taylora i Dave’a Taylora, podczas gdy za jego produkcję odpowiadali Knowles, The-Dream, Switch oraz Diplo. The-Dream i Switch włączyli do piosenki elementy muzyki elektronicznej, zmodyfikowali fragmenty pierwotnego wokalu, a także wykorzystali syntezatory do nagrania intro.

## Wydanie i konkurs na remiks
Fragmenty „End of Time” wyciekły do Internetu 1 maja 2011 roku, natomiast 20 maja w sieci pojawiło się pełne demo utworu. W międzyczasie, 12 maja, wybrana grupa fanów wokalistki miała okazję przedpremierowo wysłuchać podczas zamkniętego przyjęcia pięciu nowych piosenek Knowles, włączając w to „End of Time”. W tamtym okresie nieoficjalnie utwór nazywano „Till the End of Time”. Kilka stron internetowych, a w tym MTV News, spekulowało, że „End of Time” może być drugim singlem z 4. Jednakże pogłoski te zostały ucięte przez premierę amerykańskiego singla promocyjnego „1+1” 25 maja 2011 roku. Wkrótce Columbia Records oświadczyła, że „1+1” nie zostanie wysłany do rozgłośni radiowych, jako że to „Best Thing I Never Had” został wybrany na kolejny międzynarodowy singel promujący album.
8 lutego 2012 roku za pośrednictwem oficjalnej strony internetowej wokalistki i jednocześnie oświadczenia prasowego Parkwood Entertainment/Columbia Records poinformowano, że „End of Time” zostanie wydany jako piąty singel z 4.
Jeszcze przed premierą singla, Beyoncé, we współpracy ze stroną internetową SoundCloud, zorganizowała konkurs na remiks „End of Time”; mógł w nim uczestniczyć każdy, kto ukończył co najmniej 18 lat. Następnie internauci oddawali głosy w SoundCloud na, ich zdaniem, najlepszą wersję. Konkurs trwał od 8 lutego do 9 marca 2012 roku; w sumie otrzymano ponad trzy tysiące zgłoszeń. 50 remiksów, które zdobyły najwięcej głosów od użytkowników SoundCloud przeszło do kolejnego etapu, w którym międzynarodowy panel jurorski wybrał ostatecznego triumfatora. W skład tego grona wchodziła Knowles, brytyjska artystka Isabella Summers z Florence and the Machine, holenderski producent i DJ Afrojack, polski duet DJ-ów i producentów WAWA, nowojorski DJ Jus-Ske, a także nagrodzony Oscarem kompozytor i producent Giorgio Moroder. 17 kwietnia 2012 roku ogłoszono oficjalnie, że zwycięzcą konkursu jest Polak, Radzimir Dębski, uczestniczący z kompetencji pod pseudonimem Jimek; w ramach nagrody otrzymał 4 tysiące dolarów, zaś jego remiks ukazał się ponadto na minialbumie 4: The Remix.

## Kompozycja
„End of Time” to utrzymany na pograniczu R&B i dance utwór o szybkim tempie, który zawiera ponadto elementy Afrobeatu, Latin jazzu oraz funku. Od strony muzycznej, utwór opiera się przede wszystkim na dźwiękach instrumentów dętych blaszanych, w tym marszowych bębnów i perkusji, a także gitary basowej, trąbek, rogów, puzonu, saksofonu tenorowego, altowego i barytonowego. Jak zauważa AOL, instrumentacja perkusyjna oraz beaty utworu dostarczają mu wysokiego poziomu energii. James Dihn z MTV News uznał, że „End of Time” stanowi spuściznę twórczości Destiny’s Child, głównie dzięki rapowo-wokalnemu stylowi, jaki prezentuje w nim Knowles, i który zbliżony jest do charakteru utworu „Say My Name” (2000) formacji.
Charley Rogulewski z AOL Music skomentował, że „End of Time” nawiązuje do twórczości Quincy’ego Jonesa oraz Michaela Jacksona z początków lat 80., a zwłaszcza utworu „Off the Wall”. Podobną opinię wyraził Brad Wete z Entertainment Weekly, który z kolei uznał, że rytmiczna aranżacja „End of Time” przypomina inną ścieżkę Jacksona, „Wanna Be Startin’ Somethin’” (1983). Adam Markovitz z tej samej publikacji zauważył, że styl „End of Time” nawiązuje do dokonań Jacksona z ery Off the Wall (1979-80), zaś beaty utworu przywodzą na myśl podobieństwa do twórczości wokalisty Bo Diddleya.

## Przyjęcie

### Odbiór krytyków
„End of Time” został generalnie dobrze przyjęty przez krytyków muzycznych, którzy chwalili jego produkcję, a zwłaszcza beaty; wielu z nich wyróżniło utwór jako jeden z najmocniejszych punktów albumu. Lewis Corner z Digital Spy przyznał piosence maksymalną ocenę, uznając ponadto, że „End of Time” „jest jedną z najbarwniejszych i najbardziej radosnych kompozycji w twórczości Bey”. Joanne Dorken z MTV UK stwierdziła, że rytm piosenki czyni ją „szalenie chwytliwą” i zarazem „pozostającą w pamięci”; recenzję zakończyła słowami, że „End of Time” jest „gwarantowanym wypełniaczem parkietów”. Z kolei Erika Ramirez z magazynu Billboard nazwała „End of Time” „utworem uzależniającym”. Craig Jenkins z Prefix Magazine wyróżnił „End of Time” jako jeden z najlepszych elementów 4, opisując go jako „radośnie żwawą kolizję Afrobeatu i Latin jazzu”. Matthew Perpetua z magazynu Rolling Stone uznał, że „End of Time” jest jednym z najbardziej ciekawych i ekscytujących ścieżek na 4; podkreślił on jednocześnie występowanie „miłosnego, słodkiego tekstu na tle ekstatycznej, wypełnionej beatami aranżacji muzycznej”.
Charley Rogulewski z AOL Music napisał, że „End of Time” wykorzystuje „post-apokaliptyczny wydźwięk” „Run the World (Girls)”, jednakże „ze znacznie większą oryginalnością”. Pochwalił on ponadto sposób, w jaki „marszowy, militarny beat towarzyszy słodkiemu tekstowi”. Priya Elan z NME uznał, że „przebiegła, podstępna linia basowa”, przypominająca twórczość Lauryn Hill, „stanowi perfekcyjny balans wobec nieznośnych militarnych bębnów”. Dodał ponadto, że „piosenka przypomina słuchaczom, iż Knowles jest dość niezwykłą wokalistką”. Jody Rosen z Rolling Stone stwierdziła, że „End of Time” w jasny sposób ukazuje, iż Fela Kuti był wielką inspiracją dla Knowles podczas produkcji 4. Greg Kot z Chicago Tribune skomentował, że „End of Time” brzmi niczym dzieło „szalonego naukowca”. Chris Coplan z witryny internetowej Consequence of Sound uznał „End of Time” za „wspaniały utwór, który doskonale pasowałby do broadwayowskich musicali”. Ricky Schweitzer z One Thirty BPM zauważył, że „End of Time” odświeża „ten rodzaj pokazu kobiecej siły”, z którym Knowles zwykła eksperymentować jako członkini Destiny’s Child. Z drugiej strony, Claire Suddath z magazynu Time uznała, że piosenka brzmi niczym „krzyki [Knowles], nagrane ze wsparciem licealnej grupy acapella, a następnie opublikowane w serwisie YouTube”.
The Village Voice umieścił „End of Time” na 343. miejscu listy najlepszych utworów popowych i jazzowych 2011 roku.

### Odbiór komercyjny
Jeszcze przed premierą jako singel, „End of Time” uplasował się na 62. miejscu UK Singles Chart oraz na 20. pozycji UK R&B Chart w wydaniu z 4 lipca 2011 roku. Debiut ten był możliwy dzięki 4 488 cyfrowych kopii utworu, które rozeszły się w Wielkiej Brytanii w premierowym tygodniu 4. Piosenka zadebiutowała na 26. miejscu południowokoreańskiego notowania South Korea Gaon International Singles Chart, jako że w tygodniu kończącym się 2 lipca 2011 roku znalazła 18 222 nabywców. W wydaniu z 16 lipca 2011 roku „End of Time” zadebiutował na 13. pozycji Billboard Bubbling Under Hot 100 Singles.

## Wykonania na żywo

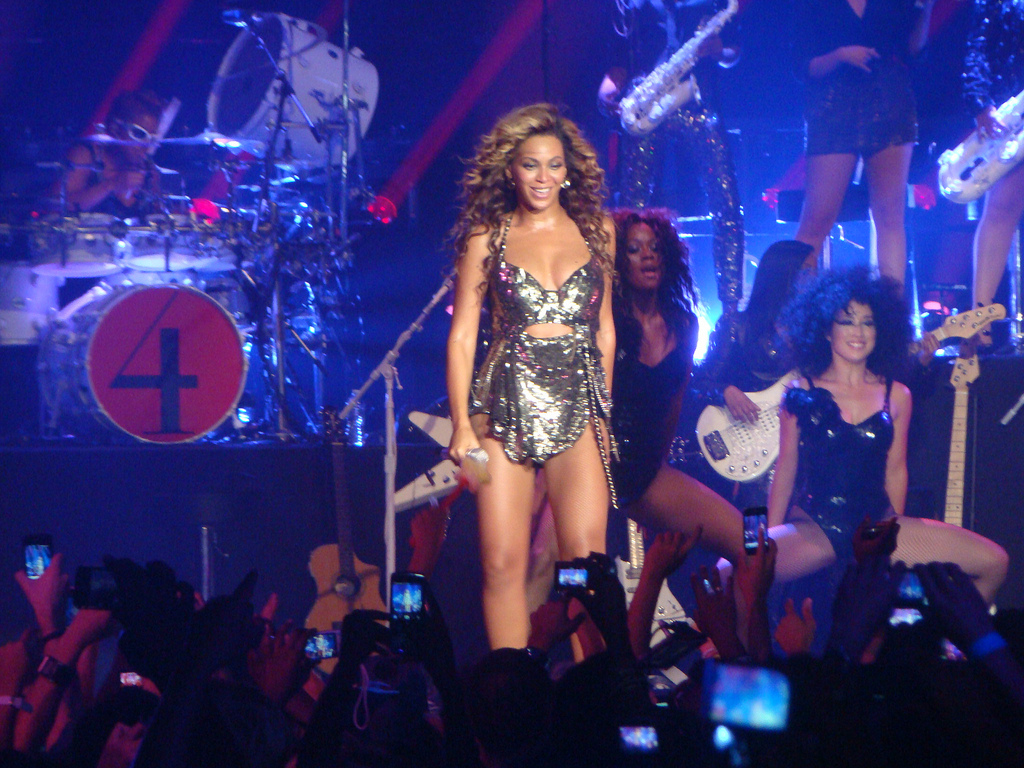
Knowles podczas jednego z koncertów w ramach rewii 4 Intimate Nights with Beyoncé

Beyoncé wykonała „End of Time” po raz pierwszy na żywo 20 czerwca 2011 roku podczas koncertu w Palais Nikaia, we francuskiej Nicei. Utwór był następnie częścią set listy w ramach jej występu na Glastonbury Festival, który miał miejsce 26 czerwca. Ubrana w cekinowy, złoty żakiet, wokalistka zaśpiewała „End of Time” przed ponad 175 tysiącami fanów. Zapis wykonania „End of Time” z Glastonbury Festival został tej samej nocy wyświetlony podczas odbywającej się w Stanach Zjednoczonych gali BET Awards 2011.
Utwór grany był podczas wszystkich czterech koncertów w ramach rewii 4 Intimate Nights with Beyoncé, która w sierpniu 2011 roku odbyła się w nowojorskiej Roseland Ballroom. Jon Caramanica z dziennika The New York Times napisał, że „'End of Time’ był jednym z najważniejszych momentów rewii, [...] z powalającym wokalem i elektryzującą harmonią”. Podobnie, Brad Wete z Entertainment Weekly wyróżnił wykonanie „End of Time” jako jedną z ozdób wieczoru. Jozen Cummings z The Wall Street Journal skomentował, że „kiedy [Knowles] przeszła do szybkich utworów pokroju ‘End of Time’, scenę opanowała jej wirtuozowska zdolność do wykonywania skomplikowanych choreografii bez najmniejszego załamania wielkiego głosu”. Dan Aguiliante z New York Post pochwalił wykonanie piosenki, zauważając, że Beyoncé „błyszczała” podczas „End of Time”. Nekesa Mumbi Moody z ABC News opisała wykonanie „End of Time” jako „zaraźliwe”. Echoing Cummings’ sentiments, Mike Wass z witryny internetowej Idolator zauważył, że „Countdown” i „End of Time” zebrały największy aplauz zgromadzonej publiczności. Z kolei Joycelyn Vena z MTV News podsumowała, że „wykonania szybkich, tanecznych ścieżek pokroju ‘Party’, ‘Countdown’, ‘End of Time’ i 'Run the World (Girls)' w pełni ukazały rangę Knowles jako artystki, która potrafi śpiewać i tańczyć na pełnych obrotach przez całą noc”.

### Wideoklip koncertowy
Koncertowa wersja „End of Time” z DVD Live at Roseland: Elements of 4 miała premierę w Internecie 16 listopada 2011 roku. W wersji DVD, wykonanie utworu podczas rewii 4 Intimate Nights with Beyoncé zostało połączone z wykonaniami „End of Time” z Glastonbury Festival oraz O2 Shepherd’s Bush Empire.

## Flash mob
18 lipca 2011 roku grupa fanów Beyoncé zorganizowało flash mob w sklepie sieci Target, gdzie ekskluzywną premierę miała edycja deluxe 4. Prowadzeni przez byłego uczestnika programu American Idol, Todricka Halla, tancerze porzucili swoje czerwone koszyki zakupowe, by wykonać choreografię do „End of Time”, podczas gdy zebrani wokół ludzie zaczęli nagrywać ich występ telefonami komórkowymi. Ekipa, ubrana w czerwone, czarne i białe stroje, powiększała się wraz z kolejnymi wersami utworu, by w końcu objąć kilkadziesiąt osób. Akcja zaimponowała Beyoncé i jej współpracownikom do tego stopnia, że zdecydowali się zamieścić wideo na oficjalnej stronie wokalistki, a sama Knowles nagrała również krótkie wideo, w którym podziękowała Hallowi i wszystkim uczestnikom flash moba.

## Autorzy
Lista autorów zaczerpnięta z książeczki albumowej 4.
| - Beyoncé Knowles – wokal, produkcja, tekst - Alex Asher – puzon - Johnny Butler – saksofon tenorowy - Jack Daley – gitara basowa - Serban Ghenea – miks - Cole Kamen-Green – trąbka - John Hanes – miks - Terius „The-Dream” Nash – produkcja, tekst - Wesley „Diplo” Pentz – produkcja, tekst - Drew Sayers – saksofon tenorowy i barytonowy | - Phil Seaford – miks, inżynieria dźwięku - Chris Soper – inżynieria dźwięku - David „Switch” Taylor – produkcja, tekst - Shea Taylor – tekst - Pat Thrall – nagrywanie - Nick Videen – saksofon tenorowy i altowy - Pete Wolford – inżynieria dźwięku - Josiah Woodson – trąbka - Jordan „DJ Swivel” Young – nagrywanie wokalu |

## Pozycje na listach
| Lista (2011–12)                               | Najwyższa pozycja |
| --------------------------------------------- | ----------------- |
| Irish Singles Chart                           | 27                |
| South Korea International Singles Chart       | 26                |
| UK R&B Chart                                  | 13                |
| UK Singles Chart                              | 39                |
| U.S. Billboard Bubbling Under Hot 100 Singles | 13                |
| U.S. Hot Dance Club Songs                     | 33                |